# Crash Bandicoot
Crash Bandicoot és el nom d'una sèrie de videojocs de plataformes protagonitzada per un personatge amb el mateix nom. El primer joc fou llançat a Amèrica del Nord el 31 d'agost, en novembre a Europa i el 6 de desembre al Japó. El desenvolupament del joc començà en 1995, amb el personatge del títol que fou dissenyat per Charles Zembillas i Joe Pearson, i fou llançat oficialment al públic al maig de 1995 en l'Electronic Entertainment Expo.
La sèrie se centra al voltant de Crash Bandicoot, un bàndicut (mamífer marsupial australià) mutat pel doctor psicòpata Neo Cortex i la seva mà dreta Nitrus Brio. Al primer joc, Crash intenta parar els plans del seu creador (la dominació del món), creuant sobre qualsevol contaminació que hagi causat per a salvar a la seva nòvia Tawna, un bàndicut femení també mutat pel doctor Cortex i Nitrus Brio.
El joc fou originalment llançat per a la PlayStation, també fou emulat a la PlayStation Network el 2006, amb el qual pot ser jugat a la PlayStation Portable de Sony i, amb el Sistema Operatiu actualitzat en 1.70, en la Playstation 3.

## Videojocs
| 1996 | Crash Bandicoot (videojoc)             |
| 1997 | Crash Bandicoot 2: Cortex Strikes Back |
| 1998 | Crash Bandicoot 99x                    |
| 1998 | Crash Bandicoot 3: Warped              |
| 1999 | Crash Team Racing                      |
| 2000 | Crash Bash                             |
| 2001 | Crash Bandicoot: The Wrath of Cortex   |
| 2002 | Crash Bandicoot: The Huge Adventure    |
| 2003 | Crash Bandicoot 2: N-Tranced           |
| 2003 | Crash Nitro Kart                       |
| 2004 | Crash Fusión                           |
| 2004 | Crash Twinsanity                       |
| 2005 | Crash Tag Team Racing                  |
| 2006 | Crash Boom Bang!                       |
| 2007 | Crash of the Titans                    |
| 2008 | Crash Mind Over Mutant                 |
| 2008 | Crash Nitro Kart 2                     |
| 2008 | Crash Bandicoot Nitro Kart 3D          |
| 2009 |                                        |
| 2010 | Crash Bandicoot Nitro Kart 2           |
| 2011 |                                        |
| 2012 |                                        |
| 2013 |                                        |
| 2014 |                                        |
| 2015 |                                        |
| 2016 |                                        |
| 2017 | Crash Bandicoot N. Sane Trilogy        |
| 2018 |                                        |
| 2019 | Crash Team Racing Nitro-Fueled         |
| 2020 | Crash Bandicoot 4: It's About Time     |
| 2021 | Crash Bandicoot: On the Run            |
| 2022 |                                        |
| 2023 | Crash Team Rumble                      |

Saga principal:
- Crash Bandicoot (videojoc)
- Crash Bandicoot 2: Cortex Strikes Back
- Crash Bandicoot 3: Warped
- Crash Bandicoot N. Sane Trilogy
- Crash Bandicoot 4: It's About Time

Saga principal no canònica:
- Crash Bandicoot: La venganza de Cortex
- Crash Twinsanity

Saga Gameboy Advance:
- Crash Bandicoot: The Huge Adventure
- Crash Bandicoot 2: N-Tranced

Saga Racing:
- Crash Team Racing
- Crash Nitro Kart
- Crash Tag Team Racing
- Crash Nitro Kart 2
- Crash Bandicoot Nitro Kart 3D
- Crash Bandicoot Nitro Kart 2
- Crash Team Racing: Nitro-Fueled

Saga Party:
- Crash Bash
- Crash Boom Bang!
- Crash Fusion

Saga Titans:
- Crash: Lucha de Titanes
- Crash Mind Over Mutant

Saga Run:
- Crash Bandicoot: On the Run

Saga MOBA:
- Crash Team Rumble

Saga Extra:
- Crash Bandicoot 99x